# Notre-Dame (Échillais)

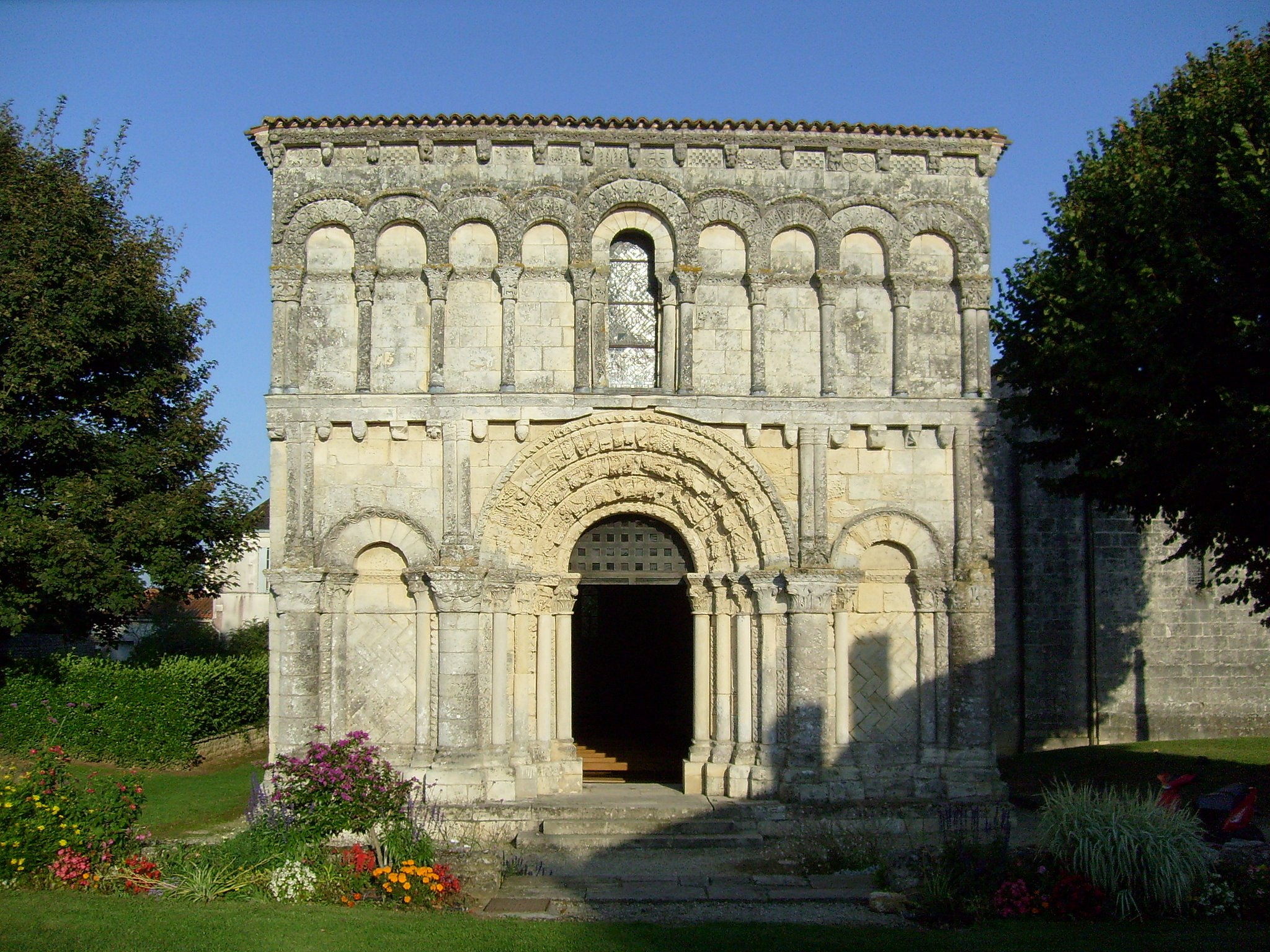
Kirche Notre-Dame in Échillais

Die römisch-katholische Kirche Notre-Dame in Échillais im Département Charente-Maritime gehört zu den herausragenden Baudenkmälern der Saintonge. Bereits seit dem Jahr 1840 ist der Kirchenbau als Monument historique anerkannt.

## Baugeschichte
Hinsichtlich der Baugeschichte der Kirche ist vieles unklar. Exakte Baudaten oder Urkunden fehlen, doch aufgrund stilistischer Überlegungen ist eine Entstehungszeit in der zweiten Hälfte des 12. Jahrhunderts anzunehmen. Auch über den oder die Auftraggeber ist nichts bekannt – die außergewöhnlich reich gestaltete Fassade macht eine anfängliche Nutzung als Pfarrkirche eher unwahrscheinlich, doch für eine Prioratskirche fehlt jeglicher archäologischer Hinweis auf ehemals eventuell vorhandene Nebengebäude. Die Kirche verfügt allerdings über ein zusätzliches kleines Portal auf der Südseite, was bei Pfarrkirchen unüblich und unnötig wäre. Das Kirchengebäude hat – anders als viele Kirchen im Süden der Saintonge – die Wirren des Hundertjährigen Krieges (1337–1453) und der Hugenottenkriege (1562–1598) offensichtlich unbeschadet überstanden. Während verschiedener Restaurationskampagnen wurden seit Mitte der 1980er Jahre das Dach neu gedeckt und die Außenwände gereinigt; zuletzt wurde in den Jahren 2010/11 auch die Westfassade des Bauwerks von Schmutzablagerungen befreit. Im Juli 2010 suchten Vandalen die Kirche heim – sie beschädigten einen hölzernen Kruzifixus, zerstörten das Harmonium und rissen das Weihwasserbecken aus der Wand…

## Architektur

### Westfassade
Auf den ersten Blick hervorstechend ist die reichgestaltete, aber dennoch klar gegliederte giebellose Schauwand der Westfassade. Ihr Aufriss ist nahezu quadratisch und in zwei Ebenen unterteilt: Die untere Zone ist dreigeteilt – in der Mitte befindet sich ein die ganze Höhe einnehmendes Archivoltenportal, seitlich davon und durch mächtige Halbsäulen mit aufstehenden Lisenen abgetrennt befinden sich zwei kleiner dimensionierte Blendportale, so dass sich insgesamt ein Triumphbogenschema ergibt; die untere Ebene schließt nach oben ab mit einem Konsolenfries. Die obere Zone ist gefüllt mit acht Blendarkaden und einem leicht erhöhten und geringfügig breiteren Mittelfenster, deren Bögen reich mit steinernen Ranken sowie Flechtbändern und Blattwerk gestaltet ist; auch diese Ebene schließt mit einem – teilweise figürlichen – Konsolenfries, dessen Metopenfelder zusätzlich mit vegetabilischen und geometrischen Ornamenten ausgefüllt sind. Anders als die meisten romanischen Kirchen in der Saintonge wird die Fassade nicht von seitlichen Dienstbündeln gerahmt bzw. stabilisiert.

### Portal

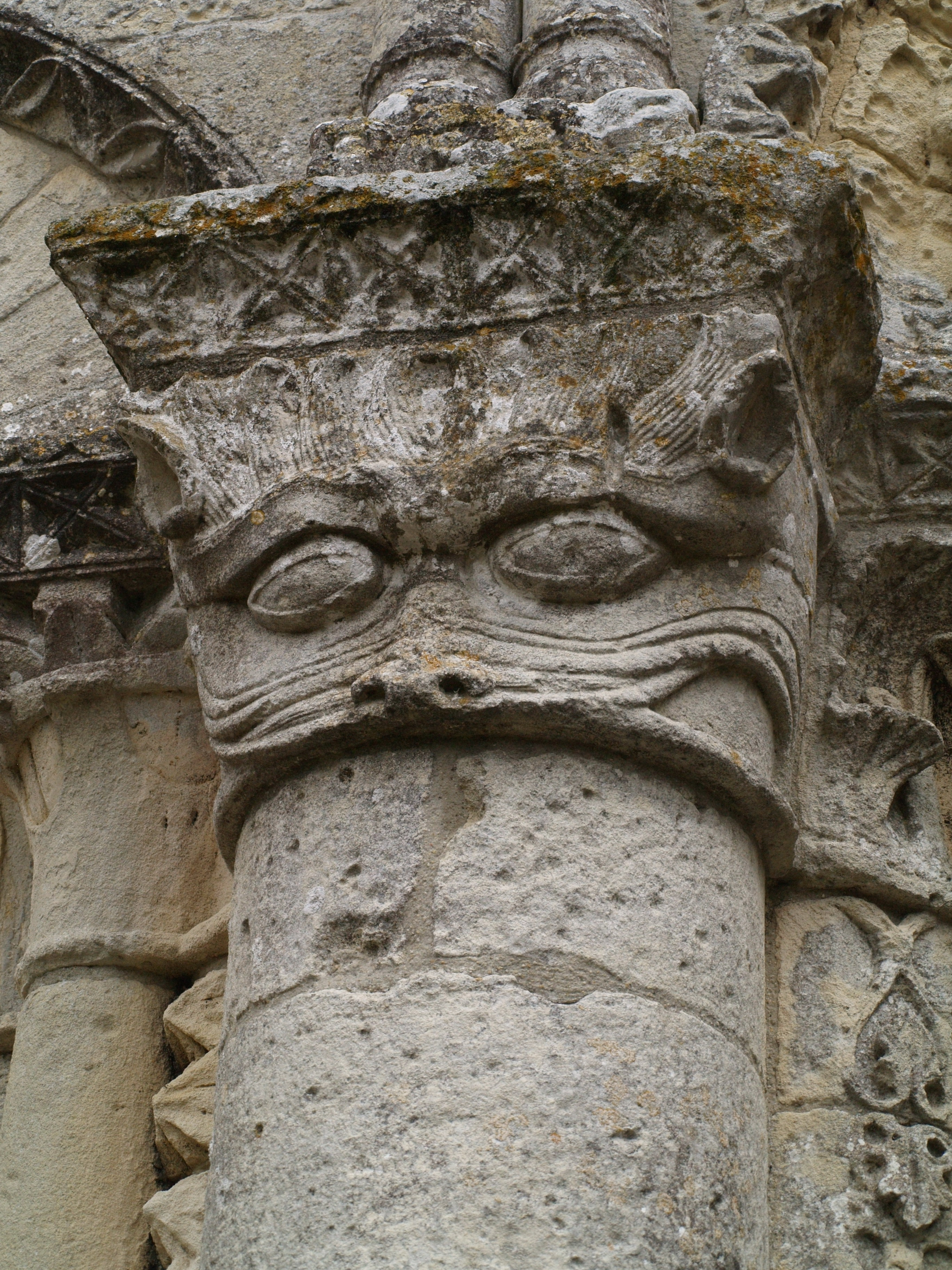
Teufels- oder Dämonenmaske (Grand Goule) am Portalgewände

Obwohl der kalkhaltige Sandstein des Portalgewändes und der Archivolten durch Witterungseinflüsse stark gelitten hat, ist der ehemalige figürliche Reichtum der Archivolten noch deutlich erkennbar: In der Mitte der äußeren Archivolte zeigt sich ein segnender Christus; auch Musikanten und Engel sind noch erkennbar. Am besten erhalten ist ein Kapitell auf der linken Seite des Portals, welches als überdimensionaler Kopf eines Teufels oder Dämons mit weitaufgerissenem Maul gestaltet ist und die unterhalb befindliche Säule zu verschlingen scheint – die Figur wird im Volksmund Grand Goule („Großmaul“) genannt und symbolisiert die permanente Gefahr, denen der Mensch durch die alles verschlingenden Mächte des Bösen ausgesetzt ist.

### Apsis
Im Vergleich zum reichen Schmuck der Westfassade wirken Chorjoch und Apsis deutlich zurückhaltender: Sie sind durch zwei Strebepfeiler und vier Halbsäulenvorlagen vertikal in insgesamt sieben Segmente unterteilt, von denen fünf Fenster haben. In Höhe der Fensterbrüstungen verläuft ein schmaler horizontaler Fries, der um die Säulen und Pfeiler herum verkröpft ist. Unterhalb der Dachtraufe befindet sich ein Konsolenfries, in welchen die größer dimensionierten Kapitelle der Halbsäulen hineinragen.

### Inneres
Das Innere der Kirche ist einschiffig und mit einem Tonnengewölbe gedeckt. Ein Transept bzw. eine Vierungskuppel existieren nicht. Der leicht erhöhte Chor und die nochmals um eine Treppenstufe höher liegende Apsis sind geringfügig zur Mitte hin eingezogen. Die drei überfangenen Fensterbögen der Apsis werden von eingestellten Säulchen begleitet, die figürliche oder vegetabilische Kapitelle tragen.

### Anbauten
Im 15. Jahrhundert erhielt die Kirche zwei Anbauten auf der Südseite (Kapelle und Sakristei). In dieser Zeit wurde wahrscheinlich auch der kleine Vierungsturm mit seinem steinernen Pyramidendach aufgesetzt. Das gotische Rippengewölbe der Kapelle wurde im 17. Jahrhundert durch ein Tonnengewölbe ersetzt; das noch erhaltene Rippengewölbe der Sakristei zeigt einen Schlussstein mit dem von spätgotischem Ziermaßwerk umrankten Wappen der Familie Gramont, der damaligen Grundherren (seigneurs) von Échillais.

## Ausstattung
Zur insgesamt eher spärlichen Ausstattung der Kirche gehören ein mittelalterliches Taufbecken (benitier) in Form eines Blockkapitells, ein moderner Wandtabernakel und mehrere Heiligenfiguren.

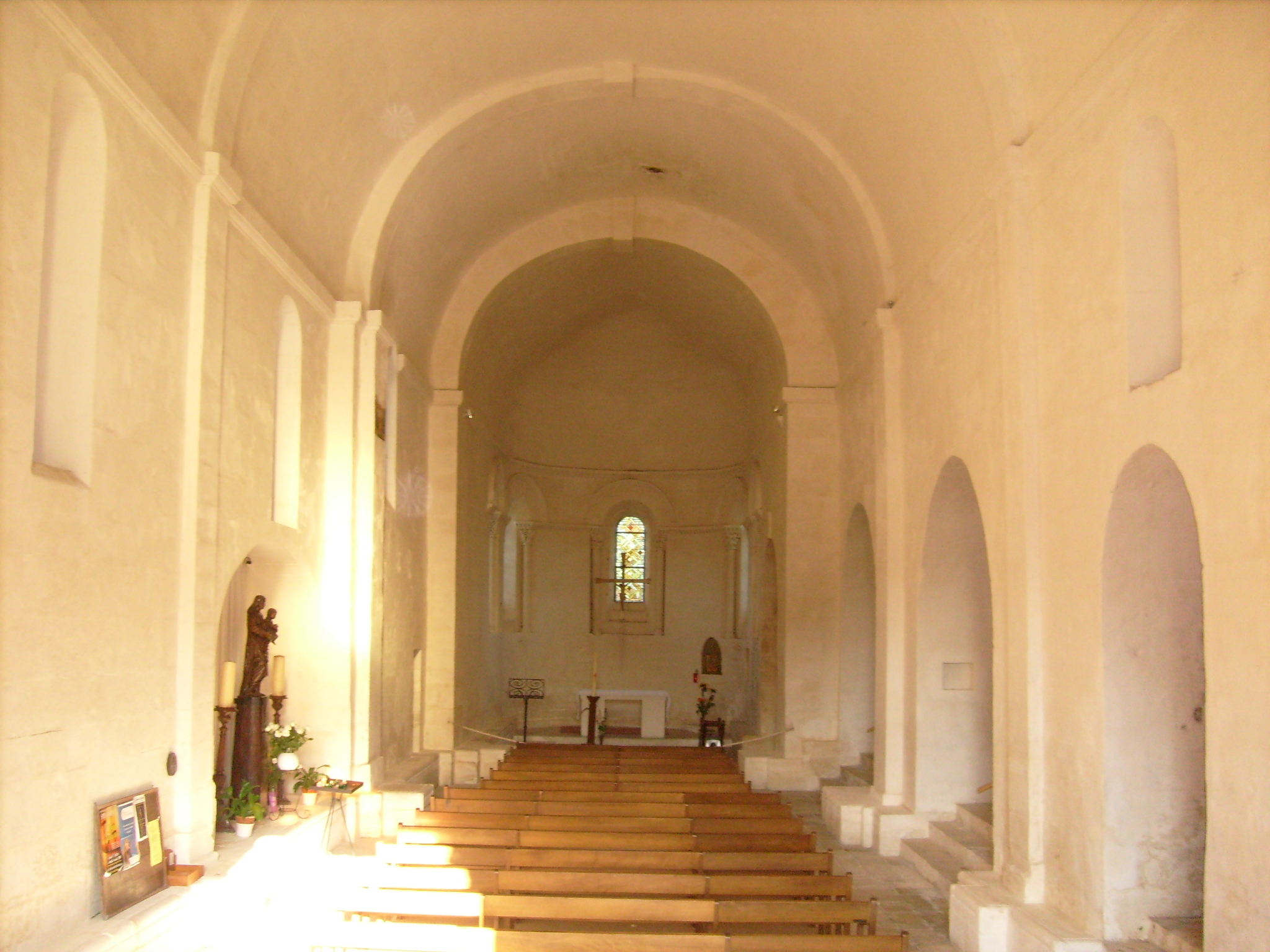
Kirchenschiff, Chor und Apsis
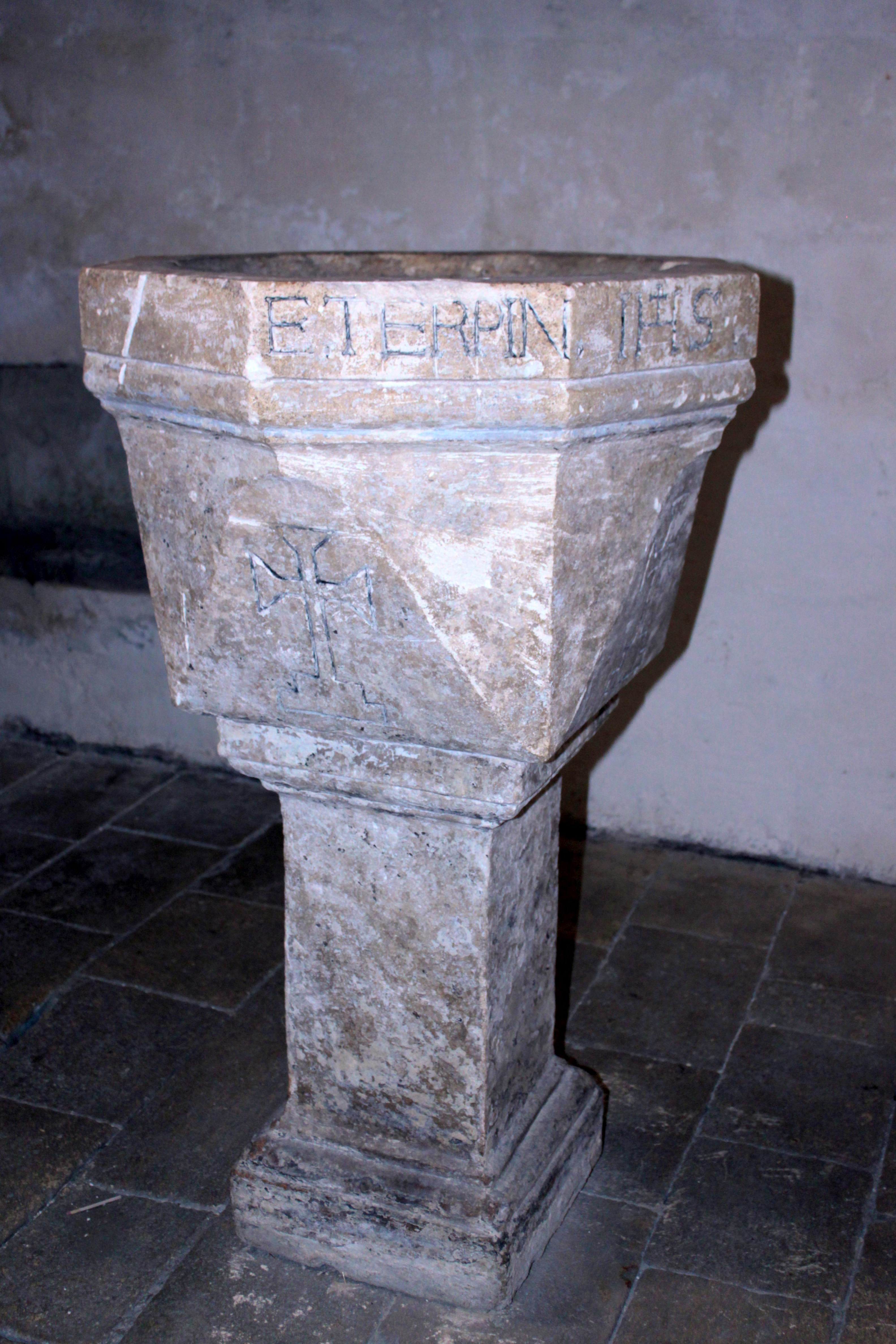
Taufbecken
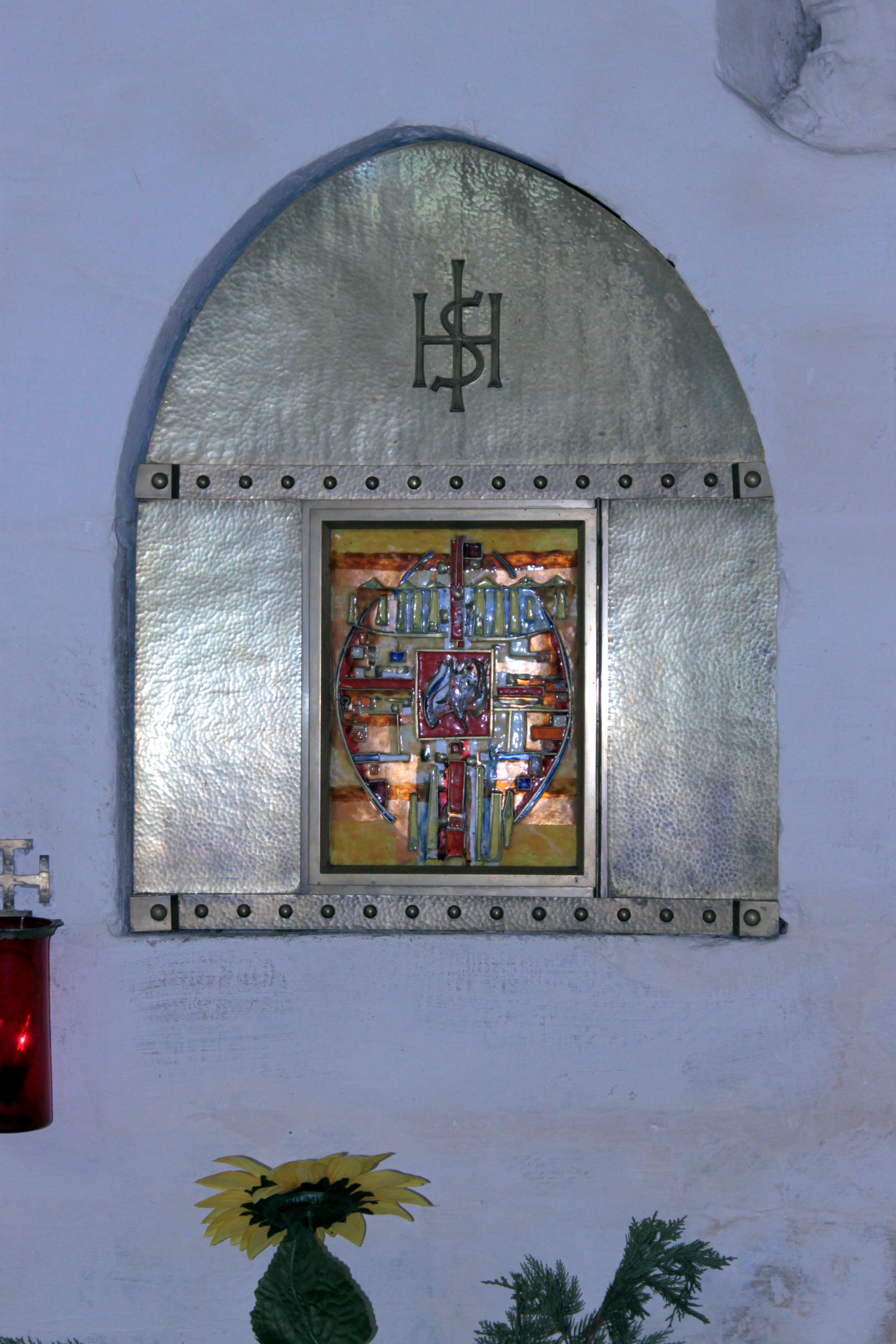
Tabernakel